# 六甲頂開仙宮
23°01′23″N 120°12′59″E / 23.02315°N 120.2165°E

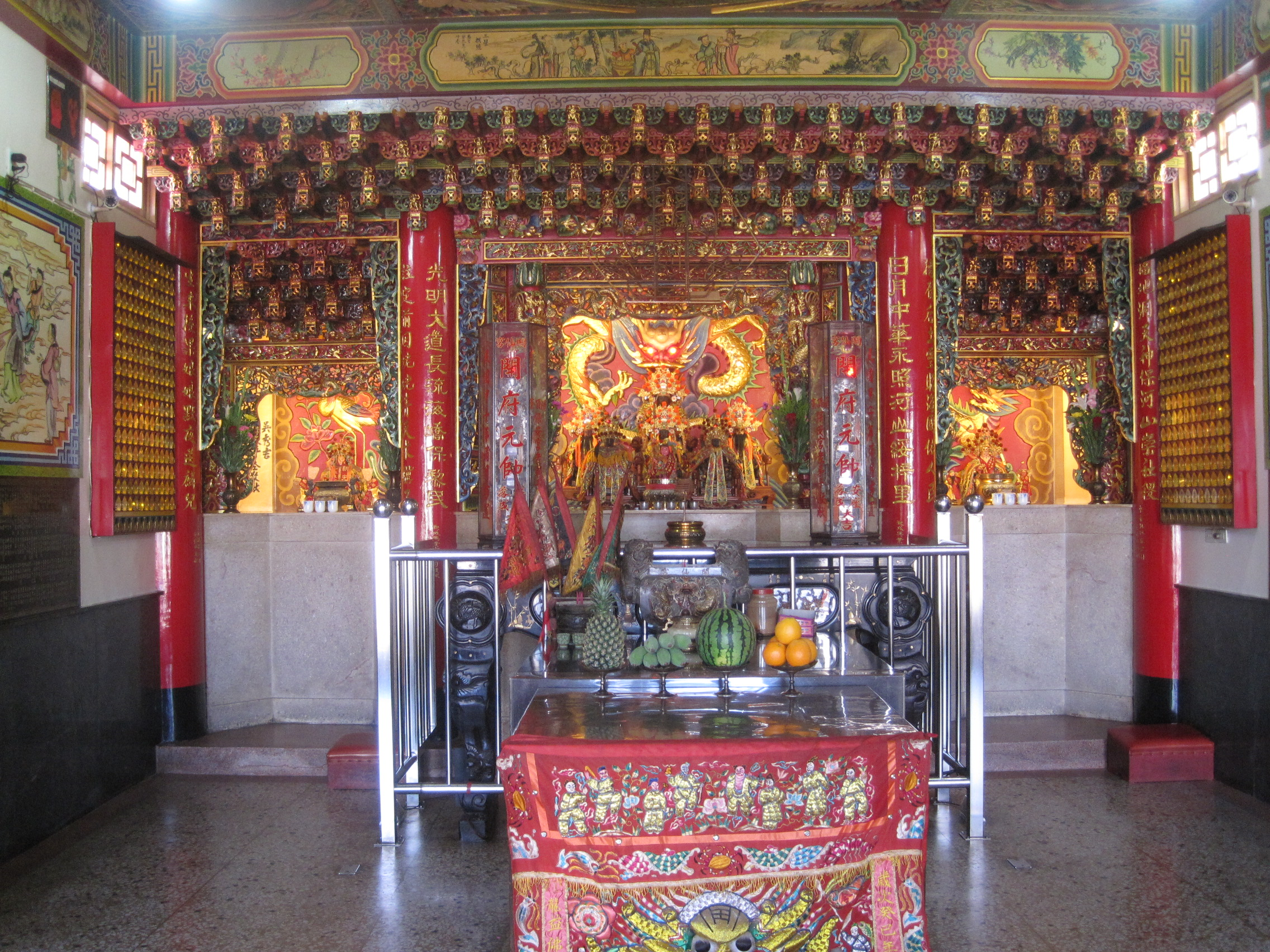
正殿

六甲頂開仙宮位於臺灣臺南市永康區，主祀開府元帥，屬於有應公信仰的廟宇。該廟是六甲頂聚落的信仰中心，有西角、南角、中角、北角、東角五個角頭，每年會擲筊選出一位爐主，各角頭再選出1位「頭家仔」，共同處理祭祀事務。

## 沿革
根據廟方的〈開仙宮沿革〉碑之記載，開仙宮建於乾隆三十年（1765年），最初只是簡陋的小廟。二次大戰後，才在民國五十六年（1967年）改建，後來在民國七十一年（1982年）再次改建，成當前的廟貌。

## 祀神
開仙宮主祀開府元帥，另外還有供奉林將軍與陳仙姑。據廟方的〈開仙宮沿革〉碑之記載宣稱，開府元帥生前本名陳博溢，山西省靈湖縣翠花村人，崇禎十一年（1638年）生，7歲時到少林寺習武，18歲學成後考武舉，中武進士，任總兵。崇禎皇帝自縊後，南奔投靠國姓爺鄭成功，日後隨之來臺，於康熙五十六年（1717年）逝世升天。後來受玉皇大帝敕封，成為「玉敕代天巡狩開府元帥」。
林將軍則寫說生前本名岳壽春，山西省武勝縣人，13歲在少林寺習武，與開府元帥是同門師兄弟，多在開府元帥身旁輔佐，76歲時逝世。陳仙姑則記載說生前本名陳霞月，是洲仔尾人，光緒十二年（1886年）生，為一烈女，後被開府元帥收為廟中神明。
而除了廟方沿革碑的說法外，學者石萬壽在《永康鄉志》一書認為開府元帥與陳仙姑，有可能是暗指鄭克與妻子陳氏。